# Cantón de Cany-Barville
El cantón de Cany-Barville era una división administrativa francesa, que estaba situada en el departamento de Sena Marítimo y la región de Alta Normandía.

## Composición
El cantón estaba formado por dieciocho comunas:
- Auberville-la-Manuel
- Bertheauville
- Bertreville
- Bosville
- Butot-Vénesville
- Canouville
- Cany-Barville
- Clasville
- Crasville-la-Mallet
- Grainville-la-Teinturière
- Malleville-les-Grès
- Ocqueville
- Ouainville
- Paluel
- Saint-Martin-aux-Buneaux
- Sasseville
- Veulettes-sur-Mer
- Vittefleur

## Supresión del cantón de Cany-Barville
En aplicación del Decreto n.º 2014-266 de 27 de febrero de 2014, el cantón de Cany-Barville fue suprimido el 22 de marzo de 2015 y sus 18 comunas pasaron a formar parte del nuevo cantón de Saint-Valery-en-Caux.